# Khỉ tam không
Khỉ tam không (tiếng Nhật: 三猿; phiên âm: san'en hoặc sanzaru?, hay còn viết là: 三匹の猿: sanbiki no saru: Khỉ tam không) là hình tượng của ba con khỉ trong ba tư thế khác nhau ngồi cạnh nhau là khỉ tên Mizadu (bịt mắt), Kikazadu (bịt tai), Iwazadu (bịt miệng) với triết lý sâu sắc của Phật giáo về dưỡng tâm. Loài khỉ được mô tả này chính là khỉ Nhật Bản là loài khỉ phổ biến ở Nhật. Hiện nay, ở Nhật, có nhiều đền với bức phù điêu tạc hình ba con khỉ với tư thế này.

## Đại cương
Có giả thuyết về nguồn gốc của triết lý tam không là được một nhà sư Phật Giáo thuộc tông phái Thiên Thai (Tiantai Zong) của Trung Quốc đề cập đến trong tác phẩm của ông ta về cái sự "Không thấy, không nghe và không nói" vào khoảng thế kỷ thứ VIII. Sau đó thì tư tưởng nầy được du nhập vào Nhật Bản với sự ra đời của hình tượng điêu khắc ba con khỉ. Ngày nay, hình tượng bộ khỉ tam không xưa nhất là tác phẩm của nhà điêu khắc Hidari Jingoro được thờ tại đền Toshogu ở Nikko của Nhật Bản. Ngôn ngữ Nhật Bản có nói: Mizaru: tôi không nhìn điều xấu, Kikazaru: tôi không nghe điều xấu, Iwazaru: tôi không nói điều xấu.
Ngày nay, tại vùng Nikko cách Tokyo chừng 140 cây số về hướng Bắc, trong đền Toshogu còn lưu giữ một bức điêu khắc cổ bằng gỗ rất nổi tiếng của nghệ nhân Hidari Jingoro vào thế kỉ XVII, có tượng ba con Hình tượng ba con khỉ vừa là sáng tạo nghệ thuật, đồng thời vừa ẩn chứa nhiều ý nghĩa sâu xa của người Nhật. Tác phẩm được khắp thế giới biết đến là bộ điêu khắc "khỉ ba không" của nhóm Kōshin (庚申-Canh thân), một nhóm đạo bình dân mà giáo lý là một pha trộn giữa Lão giáo và Phật giáo. Tác phẩm này gồm có ba con khỉ. Một con bịt tai, một con bịt miệng và một con bịt mắt.

## Ý nghĩa

### Phật-Nho
Hình tượng ba con khỉ vừa là sáng tạo nghệ thuật, đồng thời vừa ẩn chứa nhiều ý nghĩa sâu xa người Nhật muốn gửi gắm thông qua "Ba con khỉ" biểu thị rằng để đạt đến sự thông thái thì cần phải làm là bịt mắt để dùng tâm mà nhìn, bịt tai để dùng tâm mà nghe, bịt miệng để dùng tâm mà nói. Khi tâm ở trạng thái "tĩnh", không bị quấy rầy, phân tán bởi những hiện tượng bên ngoài, những lời thị phi, những tạp niệm, thì tâm mới "ngộ" ra chân lý, nhìn thấu bản chất của thế giới, hướng đến điều thiện. Lúc này, hãy dùng cái tâm thiện, tâm đẹp; dùng sự sáng suốt, minh triết mà nghĩ/nói/làm.
Chúng cũng là biểu tượng của đạo tu thân theo triết lý Nho giáo là muốn trở thành người nhân đức thì "những việc không hợp lễ chớ xem, không hợp lễ chớ nghe, không hợp lễ chớ nói, không hợp lễ chớ làm". Lý do khỉ được dùng làm biểu tượng vì trong tiếng Nhật, từ "zaru" (không) có âm thanh giống như "saru" (khỉ). Như vậy toàn bộ tác phẩm gồm 3 thể: hình (khỉ), dụng (tay che), và ý (buông bỏ) đều ám chỉ tính không trong Phật giáo.

### Phương Tây
Hình tượng Khỉ tam không trong văn hóa phương Tây gọi là Ba chú khỉ thông thái (Three wise monkeys) và ở phương Tây lại không có cách hiểu như ở phương Đông mà hiểu ba con khỉ ám chỉ người vô trách nhiệm về mặt đạo đức khi tỏ ra thờ ơ, không lắng nghe, và giả vờ ngu ngốc hoặc không nhìn thấy. Nhiều người diễn giải đó là đại diện cho quan niệm sống vô cảm, bàng quan, an phận, mặc kệ những gì xảy ra xung quanh. Theo góc nhìn phương Tây thì một hình thức để diễn đạt ba câu châm ngôn: "See no evils, hear no evils, talk no evils" (Không thấy điều quỷ sứ, không nghe chuyện quỷ sứ, không nói lời quỷ sứ), người phương Tây dùng hình tượng con khỉ mà không phải là con thú khác là vì khỉ thường hay bắt chước làm theo những gì nó trông thấy, trong thành ngữ của văn hóa Mỹ cũng có câu nói: "Monkey see, monkey do" (có nghĩa là khỉ thấy, khỉ bắt chước) là ám chỉ ý này.

## Sách tham khảo
- Titelman, Gregory Y. (2000). Random House Dictionary of America's Popular Proverbs and Sayings . New York: Random House. ISBN 0-375-70584-8.
- Archer Taylor, "Audi, Vidi, Tace" and the three monkeys
- A. W. Smith, Folklore, Vol. 104, No. ½ pp. 144–150 "On the Ambiguity of the Three Wise Monkeys"